# Henry Segrave
Sir Henry O’Neal de Hane Segrave (ur. 22 września 1896 w Baltimore w Maryland, zm. 13 czerwca 1930 w Windermere w Kumbrii) – pierwszy brytyjski kierowca wyścigowy.
W 1921 roku został mechanikiem w ekipie Sunbeama, Louisa Coatalena. Podczas swojego debiutu w Grand Prix Francji musiał się wycofać. Dobry występ dał mu stałe miejsce w ekipie. W 1923 roku wygrał Grand Prix Francji, a rok później Grand Prix San Sebastian. Po wygranej w Miramas Segrave wycofał się z wyścigów. W 1927 roku ustanowił Rekord szybkości 200 mil na godzinę (320 kilometrów na godzinę), podnosząc go następnie do 231,36 mili na godzinę (372,34 km/h) w 1929 roku, prowadząc samochód Golden Arrow.
Zginął 13 czerwca 1930 roku na skutek uderzenia łodzi w kłodę na jeziorze Windermere.